# 920
Cette page concerne l'année 920  du calendrier julien. Pour l'année 920 av. J.-C., voir 920 av. J.-C. Pour le nombre 920, voir 920 (nombre).
L'année 920 est une année bissextile qui commence un samedi.

## Événements

### Afrique
- 20 février : le vizir abbasside Mu'nis quitte Bagdad pour l’Égypte, soutenu par 25 navires de la flotte syrienne de Tarse équipés de feu grégeois, commandés par l'eunuque Thamal[1].
- 12 mars : la flotte fatimide est anéantie près d'Aboukir par l'escadre syrienne[1].
- 25 mai : Mu'nis entre à Fostat avec les renforts de l'armée abbasside[1].
- 30 juillet : le Fatimide Al-Qaim quitte Alexandrie et occupe une nouvelle fois le Fayyoum[1].

### Europe
- Printemps : à l'assemblée de Soissons, les grands de Francie occidentale, dont le duc Robert, menacent de déposer le roi Charles le Simple s'il ne congédie pas son conseiller Haganon ; Charles refuse et est fait prisonnier. Il parvient à s'échapper avec l'aide de l'archevêque de Reims Hervé qui le retient sept mois, puis le réconcilie avec les grands[2].
- 20 mai : Romain Ier Lécapène fait couronner basileus son fils Christophe par le patriarche de Constantinople[3].
- 9 juillet : le patriarche de Constantinople Nicolas Mystikos reconnait la légitimité de Constantin VII Porphyrogénète tout en condamnant le quatrième mariage de Léon VI[3].
- 26 juillet : victoire de l'émir de Cordoue Abd al-Rahman III sur Ordoño II de León à la bataille de Valdejunquera[4].
- 17 décembre : le beau-père de Constantin VII, Romain Ier Lécapène, gouverne l’empire byzantin à sa place jusqu’en 944[3].
- À la fin de l’année, Charles le Simple se tourne contre le roi de Germanie Henri l'Oiseleur qui a des prétentions en Lotharingie. Il envahit le diocèse de Worms mais il doit se retirer. Les deux rois se réconcilient à Bonn en 921[2].

- À la fin de 920 ou au début de 921 des pèlerins anglo-saxons se rendant à Rome sont écrasés dans un défilé des Alpes par des pierres que les Sarrasins font pleuvoir sur eux[5].
- Les moines de Saint-Melaine de Rennes s'enfuient en Touraine devant les déprédations des Normands[6].
- Le siège du Diocèse d'Utrecht est transféré de Deventer à Utrecht par évêque Balderik entre 920 et 929, après un exil de 70 ans, dû à l'occupation de la ville par les Vikings[7].